# Lilla Bodasjön
Lilla Bodasjön är en sjö i Alingsås kommun i Västergötland och ingår i Göta älvs huvudavrinningsområde. Sjön är 6,8 meter djup, har en yta på 0,04 kvadratkilometer och är belägen 155 meter över havet.